# Гифу
Гифу (на японски: 岐阜県, по английската Система на Хепбърн Gifu-ken, Гифу-кен) е една от 47-те префектури на Япония, разположена е в централната част на страната на най-големия японски остров Хоншу. Гифу е с население от 2 107 687 жители (18-а по население към 1 октомври 2000 г.) и има обща площ от 10 598,18 км² (7-а по площ). Едноименният град Гифу е административният център на префектурата. В префектура Гифу са разположени 21 града.